# Charles-Gérard Eyschen
Charles-Gérard Eyschen (Boulaide, 2 juni 1800 - Luxemburg-Stad, 28 september 1859), was een Luxemburgs jurist en politicus.

## Opleiding en vroege carrière
Charles-Gérard Eyschen studeerde rechten en filosofie aan de Universiteit van Luik. In 1826 promoveerde hij in de rechten en in 1829 promoveerde hij in de filosofie. Op 30 juni 1830 werd hij benoemd tot rechter aan het gerechtshof te Diekirch.
Charles-Gérard Eyschen, een Orangist, was tijdens de Belgische Revolutie (1830-1831) een fel tegenstander van aanhechting van het Groothertogdom Luxemburg aan het nieuwe Belgische koninkrijk. Hij schreef anoniem een pro-Orangistisch artikel in het Journal de la Ville et du Grand-Duché de Luxembourg.

## Juridische carrière
Charles-Gérard Eyschen vestigde zich in 1831 als advocaat te Luxemburg-Stad en vervulde daarna tal van functies binnen het rechtswezen. In 1832 volgde zijn benoeming tot vredesrechter en rechter aan het gerechtshof en in 1840 werd hij president van het arrondissementgerecht te Diekirch en in 1842 werd hij president van het staatsarrondissement. In 1843 werd hij raadslid van het hooggerechtshof en het hof van cassatie.
In 1844 werd Eyschen lid van het Permanente Comité van de Onderwijscommissie en schoolinspecteur in het kanton Capellen (tot 1849) en in 1849 werd hij lid van de Commissie van Curatoren van het prestigieuze Athénée de Luxembourg (tot 1856).

## Politieke carrière
In 1845 werd Eyschen lid van de Standenraad (eerste kamer) van het Groothertogdom Luxemburg. Van 1848 tot 1856 was hij lid van de Kamer van Afgevaardigden (Chambre des Députés) (tweede kamer), waar hij de denkbeelden van de conservatief-reactionairen verwoordde.
Op 23 maart 1848 was hij medeoprichter van de rooms-katholieke krant het Luxemburger Wort ("Luxemburgse Woord"). Tegenwoordig is het Luxemburger Wort samen met Tageblatt ("Dagblad") de grootste krant van Luxemburg.
Van 24 juni 1856 tot 29 november 1857 was hij administrateur-generaal (dat wil zeggen minister) van Justitie in de kabinetten-Simons III en IV. Hij was een voorstander van de Staatsgreep van 1856 die aan de liberale Grondwet van 1848.
In 1857 werd Charles-Gérard Eyschen tot lid van de nieuw opgerichte Staatsraad (Conseil d'État).
Charles-Gérard Eyschen overleed op 28 september 1859, op 59-jarige leeftijd na een langdurig ziekbed.

## Familie
Charles-Gérard Eyschen was tweemaal getrouwd en had vijf kinderen. Een van zijn kinderen was Paul Eyschen (1841-1915), de latere President van de Regering (dat wil zeggen premier).